# Giampiero Boniperti
Giampiero Boniperti (sinh 4 tháng 7 năm 1928 tại Barengo, Piedmont - mất ngày 18 tháng 6 năm 2021) là một cựu cầu thủ bóng đá Ý, chơi cho câu lạc bộ Juventus trong toàn bộ sự nghiệp của mình từ 1946 đến 1961. Ông cũng khoác áo đội tuyển Ý. Sau khi từ giã sự nghiệp cầu thủ chuyên nghiệp, Boniperti lần lượt giữ các chức vụ chủ tịch câu lạc bộ Juventus và phó chủ tịch Nghị viện châu Âu.
Với 182 bàn thắng ở tất cả các giải đấu, Boniperti nắm giữ kỉ lục vua phá lưới trong lịch sử Juventus trong suốt hơn 40 năm và hiện giờ vẫn xếp ở vị trí thứ hai . Ông cũng là cầu thủ ghi bàn nhiều thứ 9 tại Serie A và được Pelé đưa vào danh sách 125 cầu thủ còn sống vĩ đại nhất vào tháng 2004.

## Sự nghiệp câu lạc bộ
Boniperti ký hợp đồng với Juventus khi mới 16 tuổi. Ông đã thể hiện tài năng của mình ở một trận đấu ghi tới 11 bàn thắng. Khi tới bàn thứ 7, phóng viên Carlin đã phải thốt lên:"Một cậu bé thiên tài sinh ra cho Juve".
Cầu thủ trẻ thi đấu trận đầu tiên cho Bà đầm già tại Serie A vào ngày 2 tháng 3 năm 1947 gặp A.C. Milan, tuy nhiên trận đấu đó Juventus thất thủ 1-2. Boniperti ghi bàn thắng đầu tiên cho câu lạc bộ 3 tháng sau đó, trong trận gặp Sampdoria. Juventus kết thúc mùa giải 1946-47 ở vị trí thứ nhì sau kình địch cùng thành phố Torino, Giampiero kết thúc mùa giải với 5 bàn ghi được trong 6 trận đấu.
Mặc dầu chơi ở vị trí tiền đạo giữa, nhưng Boniperti là một cầu thủ đa năng. Ông có thể chơi tiền đạo lùi hoặc đá cánh phải. Mùa bóng thứ hai với Juventus đánh dấu thành công rực rỡ của Boniperti, khi mới chỉ 20 tuổi nhưng ông đã ghi tới 27 bàn trong mùa bóng đó, chỉ xếp sau Valentino Mazzola trong danh sách Vua phá lưới.
Danh hiệu vô địch đầu tiên của Boniperti với Juventus ở mùa bóng 1949-50. Ông vẫn ghi bàn đều đặn và đến ngày sinh nhật thứ 24 ông đã ghi được 100 bàn cho Juventus, có được scudetto thứ hai ở mùa bóng 1951-52. Trong thập niên 1950, với đóng góp của Boniperti, Juventus đã trở lại vị trí hàng đầu ở giải vô địch Ý.
Đến năm 1957, Bà đầm già ký hợp đồng với hai tiền đạo: John Charles và Omar Sivori, kết hợp với Boniperti tạo thành "Trio Magico" (Bộ ba ma thuật). Ba cầu thủ này đã có sự phối hợp hoàn hảo và trong 4 mùa bóng cuối cùng trước khi Boniperti giải nghệ, Juventus thống trị Serie A với 3 lần vô địch (1957-58, 1959-60 và 1960-61) và 2 lần giành Coppa Italia (1958-59 và 1959-60).

## Sự nghiệp đội tuyển
Sau khi mới thi đấu 14 trận ở Serie A, Boniperti đã được gọi vào đội tuyển quốc gia, trong trận đấu gặp Áo, với phần thắng 5-1 nghiêng về Ý.
Ông có thêm kỉ niệm với Áo 2 năm sau, khi vào tháng 5 năm 1949 ông ghi bàn thắng đầu tiên cho Ý trong trận thắng Áo 3-1. Mặc dù sự nghiệp đội tuyển của Boniperti không thật nổi bật, nhưng ông cũng đã có 38 lần khoác áo đội tuyển (24 lần đeo băng đội trưởng) và ghi 8 bàn cho azzurri.

## Giải nghệ
Vào thời điểm giải nghệ, Boniperti là cầu thủ ghi bàn xuất sắc nhất trong lịch sử Juventus với 182 bàn thắng. Kỉ lục này tồn tại đến hơn 40 năm trước khi bị Alessandro Del Piero vượt qua vào thập niên 2000. Hiện nay, ông là cầu thủ ghi bàn xuất sắc thứ hai trong lịch sử của Juventus và thứ 6 trong danh sách khoác áo một câu lạc bộ Ý nhiều lần nhất, đồng thời cũng giữ kỉ lục khoác áo Juventus nhiều nhất tại Serie A với 444 trận đấu.
Một thời gian ngắn sau khi Boniperti giải nghệ, gia đình Agnelli (chủ sở hữu Juventus) đề nghị ông giữ một vai trò quản lý trong câu lạc bộ, và ông đã làm Chủ tịch câu lạc bộ nhiều năm liền. Hiện nay ông vẫn là Chủ tịch danh dự của Juventus. Từ năm 1994 đến 1999, Boniperti là phó chủ tịch Nghị viện châu Âu khi đang là thành viên đảng Forza Italia.

## Danh hiệu
(tất cả đều với Juventus).
- Vô địch Serie A (5): 1949-50, 1951-52, 1957-58, 1959-60, 1960-61
- Cúp bóng đá Ý (2): 1958-59, 1959-60